# Tour de France 1971
Il Tour de France 1971, cinquantottesima edizione della Grande Boucle, si svolse in venti tappe precedute da un prologo iniziale, tra il 26 giugno e il 18 luglio 1971, per un percorso totale di 3 689 km.
Fu vinto per la terza volta consecutiva dal passista-cronoman, scalatore e finisseur belga Eddy Merckx (al terzo podio, e sempre sul gradino più alto, alla sua terza partecipazione alla corsa a tappe francese).
Il "Cannibale" Merckx diventò il quarto corridore della storia a vincere almeno tre edizioni della Grande Boucle dopo Philippe Thys, Louison Bobet e Jacques Anquetil (quest'ultimo era arrivato a cinque trionfi, di cui quattro consecutivi).
Merckx terminò le sue fatiche sugli asfalti transalpini con il tempo di 96h45'14". 
Al secondo posto della classifica generale, distaccato di 9'51" dal vincitore, si piazzò il passista-finisseur olandese Joop Zoetemelk (secondo podio consecutivo per lui al Tour, e sempre sulla piazza d'onore). 
La terza posizione della graduatoria generale venne conseguita dallo scalatore belga Lucien Van Impe (per la prima volta sul podio dei Campi Elisi), distaccato di 11'06" dal vincitore. Egli conquistò anche la classifica di miglior scalatore, pur senza vincere alcuna tappa.

## Tappe
| Tappa  | Data      | Percorso                                           | km    | Vincitore di tappa       | Leader cl. generale |
| ------ | --------- | -------------------------------------------------- | ----- | ------------------------ | ------------------- |
| Prol.  | 26 giugno | Mulhouse (cron. a squadre)                         | 11    | Molteni                  | Eddy Merckx         |
| 1ª-1ª  | 27 giugno | Mulhouse > Basilea (CHE)                           | 59,5  | Eric Leman               | Marinus Wagtmans    |
| 1ª-2ª  | 27 giugno | Basilea (CHE) > Friburgo in Brisgovia (FRG)        | 90    | Gerben Karstens          | Eddy Merckx         |
| 1ª-3ª  | 27 giugno | Friburgo in Brisgovia (FRG) > Mulhouse             | 74    | Albert Van Vlierberghe   | Eddy Merckx         |
| 2ª     | 27 giugno | Mulhouse > Strasburgo                              | 144   | Eddy Merckx              | Eddy Merckx         |
| 3ª     | 28 giugno | Strasburgo > Nancy                                 | 165,5 | Marinus Wagtmans         | Eddy Merckx         |
| 4ª     | 29 giugno | Nancy > Marche-en-Famenne (BEL)                    | 242   | Jean-Pierre Genet        | Eddy Merckx         |
| 5ª     | 30 giugno | Dinant (BEL) > Roubaix                             | 208,5 | Pietro Guerra            | Eddy Merckx         |
| 6ª-1ª  | 1º luglio | Roubaix > Amiens                                   | 127,5 | Eric Leman               | Eddy Merckx         |
| 6ª-2ª  | 2 luglio  | Amiens > Le Touquet                                | 133,5 | Mauro Simonetti          | Eddy Merckx         |
|        | 3 luglio  | giorno di riposo                                   |       |                          |                     |
| 7ª     | 4 luglio  | Rungis > Nevers                                    | 257,5 | Eric Leman               | Eddy Merckx         |
| 8ª     | 5 luglio  | Nevers > Puy de Dôme                               | 221   | Luis Ocaña               | Eddy Merckx         |
| 9ª     | 6 luglio  | Clermont-Ferrand > Saint-Étienne                   | 153   | Walter Godefroot         | Eddy Merckx         |
| 10ª    | 7 luglio  | Saint-Étienne > Grenoble                           | 188,5 | Bernard Thévenet         | Joop Zoetemelk      |
| 11ª    | 8 luglio  | Grenoble > Orcières-Merlette                       | 134   | Luis Ocaña               | Luis Ocaña          |
|        | 9 luglio  | giorno di riposo                                   |       |                          |                     |
| 12ª    | 10 luglio | Orcières-Merlette > Marsiglia                      | 251   | Luciano Armani           | Luis Ocaña          |
| 13ª    | 11 luglio | Albi > Albi (cron. individuale)                    | 16,5  | Eddy Merckx              | Luis Ocaña          |
| 14ª    | 12 luglio | Revel > Luchon                                     | 214,5 | José Manuel Fuente       | Eddy Merckx         |
| 15ª    | 13 luglio | Luchon > Superbagnères                             | 19,5  | José Manuel Fuente       | Eddy Merckx         |
| 16ª-1ª | 14 luglio | Luchon > Gourette/Les Eaux Bonnes                  | 145   | Bernard Labourdette      | Eddy Merckx         |
| 16ª-2ª | 14 luglio | Gourette/Les Eaux Bonnes > Pau (cron. individuale) | 57,5  | Herman Van Springel      | Eddy Merckx         |
| 17ª    | 15 luglio | Mont-de-Marsan > Bordeaux                          | 188   | Eddy Merckx              | Eddy Merckx         |
| 18ª    | 16 luglio | Bordeaux > Poitiers                                | 244   | Jean-Pierre Danguillaume | Eddy Merckx         |
| 19ª    | 17 luglio | Blois > Versailles                                 | 185   | Jan Krekels              | Eddy Merckx         |
| 20ª    | 18 luglio | Versailles > Parigi (cron. individuale)            | 54    | Eddy Merckx              | Eddy Merckx         |
| Totale | Totale    | Totale                                             | 3 689 |                          |                     |

## Squadre e corridori partecipanti
| N.    | Cod. | Squadra         |
| ----- | ---- | --------------- |
| 1-10  | MOL  | Molteni         |
| 11-20 | FLA  | Mars-Flandria   |
| 21-30 | FER  | Ferretti        |
| 31-40 | SON  | Sonolor-Lejeune |
| 41-50 | FAG  | Fagor-Mercier   |
| 51-60 | SAL  | Salvarani       |
| 61-70 | KAS  | KAS             |

| N.      | Cod. | Squadra             |
| ------- | ---- | ------------------- |
| 71-80   | PEU  | Peugeot-BP-Michelin |
| 81-90   | HOO  | Hoover-De Gribaldy  |
| 91-100  | BIC  | Bic                 |
| 101-110 | SCI  | Scic                |
| 111-120 | GOU  | Goudsmit            |
| 121-130 | WER  | Werner              |

## Resoconto degli eventi
Al Tour de France 1971 parteciparono 130 corridori, dei quali 94 giunsero a Parigi. Delle squadre partecipanti 5 erano francesi, 3 italiane, 2 belghe, 2 spagnole, 1 olandese. I corridori partecipanti erano 35 francesi, 25 italiani, 25 belgi, 21 spagnoli, 14 olandesi, 2 tedeschi, 2 svedesi, 2 lussemburghesi, 1 svizzero, 1 britannico, 1 danese, 1 portoghese.
Dopo aver preso la maglia gialla già al secondo giorno, Merckx la mantenne per dieci giorni con un vantaggio costante di poche decine di secondi sugli inseguitori, per perderla quindi nella tappa con arrivo a Grenoble; nell'occasione subì un ritardo di 1'36" da Zoetemelk, che gli subentrò in testa alla classifica generale. L'indomani, 8 luglio, fu il giorno dell'attacco di Luis Ocaña: partito sulla Côte de Laffrey con Van Impe, Zoetemelk e Agostinho (Merckx non era riuscito ad aggiungersi al drappello), lo spagnolo staccò gli altri tre fuggitivi transitando per primo sul Col du Noyer e tagliando in solitaria il traguardo in quota di Orcières (1 817 m s.l.m.). Van Impe fu secondo a 5'52", mentre Merckx fu terzo staccato di 8'42". La maglia gialla passava saldamente sulle spalle di Ocaña, con Zoetemelk secondo a 8'43" e il "Cannibale" quinto a 9'46".
Il giorno seguente Merckx decise subito di attaccare: poco dopo la partenza da Merlette fece scattare il suo gregario Marinus Wagtmans, accodandoglisi nel tratto di discesa insieme ad altri sette uomini (tra cui Luciano Armani poi vincitore di tappa). Ocaña, in coda al gruppo, non fece in tempo a unirsi alla fuga e per 250 chilometri dovette inseguire, tagliando infine il traguardo con 1'56" di ritardo dal rivale; la tappa venne peraltro corsa a tutta e conclusa ad una media di 45,351 km/h, tanto che il gruppetto di Merckx giunse a Marsiglia con un'ora di anticipo sul previsto. Nella cronometro dell'indomani ad Albi Merckx guadagnò altri undici secondi su Ocaña; si arrivò quindi sui Pirenei, con il belga deciso ad attaccare nuovamente.
La tappa del 12 luglio prevedeva l'ascesa del Colle di Portet-d'Aspet, del Colle di Menté, del Colle di Portillon e l'arrivo a Luchon. Nonostante i numerosi scatti di Merckx, Ocaña gli restava a ruota. Sull'ascesa del Menté iniziò un violento temporale e la strada divenne in breve un'enorme striscia di fango coperta di pozzanghere; in discesa Merckx ritentò l'attacco rischiando più volte di cadere, lo spagnolo provò a rimanergli dietro ma sbandò e finì contro un muretto. Quando stava per rialzarsi fu travolto da tre inseguitori, Zoetemelk, Carril e Agostinho, ricadendo a terra privo di sensi. Ridotto in stato comatoso, venne trasportato in elicottero in una clinica di Saint-Gaudens, dove restò per tre giorni prima di tornare a casa. La tappa fu vinta da José Manuel Fuente (in fuga solitaria già dalle prime rampe), la maglia gialla ritornò a Merckx, che però rifiutò di indossarla in segno di rispetto verso lo sfortunato avversario.
Con 2'21" in classifica su Zoetemelk dopo la tappa del temporale, Merckx incrementò il proprio vantaggio in modo decisivo tre giorni dopo, nella frazione di Bordeaux, inserendosi nella fuga a cinque partita a 63 chilometri dal traguardo e guadagnando all'arrivo 3'05" sui diretti inseguitori. Nell'ultima tappa, la cronometro con il consueto arrivo nel velodromo di Vincennes, prese infine altri quattro minuti sull'olandese e più di cinque su Van Impe, legittimando pienamente il successo.
Merckx fu maglia gialla al termine di venti frazioni sulle venticinque previste. Fu inoltre per la terza edizione consecutiva del Tour il corridore che vinse il maggior numero di frazioni, quattro, più la cronometro a squadre vinta dalla sua Molteni. Oltre che nel Tour, il campione fiammingo trionferà anche nel campionato del mondo di Mendrisio davanti a Felice Gimondi. Merckx avrebbe poi vinto anche le edizioni del 1972 e del 1974 della Grande Boucle.

## Classifiche finali

### Classifica generale - Maglia gialla
| Pos. | Corridore            | Squadra       | Tempo     |
| ---- | -------------------- | ------------- | --------- |
| 1    | Eddy Merckx          | Molteni       | 96h45'14" |
| 2    | Joop Zoetemelk       | Mars-Flandria | a 9'51"   |
| 3    | Lucien Van Impe      | Sonolor       | a 11'06"  |
| 4    | Bernard Thévenet     | Peugeot       | a 14'50"  |
| 5    | Joaquim Agostinho    | Hoover        | a 21'00"  |
| 6    | Leif Mortensen       | Bic           | a 21'38"  |
| 7    | Cyrille Guimard      | Fagor         | a 22'58"  |
| 8    | Bernard Labourdette  | Bic           | a 30'07"  |
| 9    | Lucien Aimar         | Sonolor       | a 32'45"  |
| 10   | Vicente López Carril | KAS           | a 36'00"  |

### Classifica a punti - Maglia verde
| Pos. | Corridore        | Squadra       | Punti |
| ---- | ---------------- | ------------- | ----- |
| 1    | Eddy Merckx      | Molteni       | 204   |
| 2    | Cyrille Guimard  | Fagor         | 187   |
| 3    | Gerben Karstens  | Goudsmit      | 109   |
| 4    | Marinus Wagtmans | Molteni       | 96    |
| 5    | Joop Zoetemelk   | Mars-Flandria | 94    |

### Classifica scalatori
| Pos. | Corridore          | Squadra       | Punti |
| ---- | ------------------ | ------------- | ----- |
| 1    | Lucien Van Impe    | Sonolor       | 228   |
| 2    | Joop Zoetemelk     | Mars-Flandria | 179   |
| 3    | Eddy Merckx        | Molteni       | 135   |
| 4    | José Manuel Fuente | KAS           | 89    |
| 5    | Cyrille Guimard    | Fagor-Mercier | 74    |

### Classifica combinata - Maglia bianca
| Pos. | Corridore         | Squadra       | Punti |
| ---- | ----------------- | ------------- | ----- |
| 1    | Eddy Merckx       | Molteni       | 5     |
| 2    | Joop Zoetemelk    | Mars-Flandria | 9     |
| 3    | Lucien Van Impe   | Sonolor       | 13    |
| 4    | Cyrille Guimard   | Fagor         | 14    |
| 5    | Joaquim Agostinho | Hoover        | 21    |

### Classifica sprint
| Pos. | Corridore           | Squadra       | Punti |
| ---- | ------------------- | ------------- | ----- |
| 1    | Pieter Nassen       | Mars-Flandria | 56    |
| 2    | Eddy Merckx         | Molteni       | 34    |
| 3    | Jos van der Vleuten | Goudsmit      | 33    |
| 4    | Barry Hoban         | Sonolor       | 26    |
| 5    | Robert Mintkiewicz  | Sonolor       | 22    |

### Classifica a squadre
| Pos. | Squadra             | Tempo |
| ---- | ------------------- | ----- |
| 1    | Bic                 |       |
| 2    | Molteni             |       |
| 3    | Peugeot-BP-Michelin |       |
| 4    | Sonolor-Lejeune     |       |
| 5    | Ferretti            |       |